# Dewey Medal

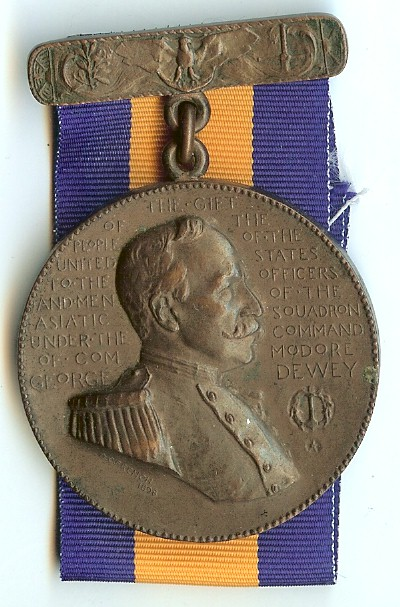
Avers der Medaille

Die Dewey-Medaille, auch bekannt als die Battle of Manila Bay Medal („Schlacht in der Bucht von Manila Medaille“), war eine militärische Auszeichnung der United States Navy, die am 3. Juni 1898 vom Kongress der Vereinigten Staaten eingeführt wurde. Die Medaille würdigt die Führung von Admiral der Marine George Dewey, während des Spanisch-Amerikanischen Krieges und der Matrosen und Marineinfanteristen, unter seinem Kommando.

## Kriterien zur Verleihung
Die Dewey-Medaille wurde geschaffen, um die Streitkräfte der US Navy und des United States Marine Corps zu würdigen, die an der Schlacht in der Bucht von Manila teilnahmen. Um die Dewey-Medaille zu erhalten, musste ein Soldat am 1. Mai 1898 auf einem der folgenden Marineschiffe gedient haben. Es gab 1.848 Männer der Marine und des Marine Corps, die für die Medaille in Frage kamen:
- USS Baltimore (C-3)
- USS Boston (1884)
- USS Concord (PG-3)
- USRC McCulloch
- USS Olympia (C-6)
- USS Petrel (PG-2)
- USS Raleigh (C-8)

Die Kohlenschiffe USS Nanshan und USS Zafiro waren Teil von Deweys Geschwader und unterstützten die Operation in der Manilabucht, deren Besatzungsmitglieder sind jedoch laut den Vorschriften der Marine nicht für die Verleihung der Dewey-Medaille qualifiziert. Dies liegt wahrscheinlich daran, dass Erstens die Schiffe nicht aktiv an der Schlacht beteiligt waren und Zweitens es sich damals um zivile Besatzungsschiffe handelte, die zur Unterstützung der Marine gekauft wurden. Die Nanshan wurde von Lieutenant Benjamin W. Hodges, USN, kommandiert, blieb aber technisch gesehen ein Handelsschiff, sodass sie in neutralen Häfen Nachschub holen konnte, was die Logistik des Geschwaders vereinfachte. Die Zafiro wurde von Fähnrich Henry A. Pearson, USN, kommandiert und war zum Zeitpunkt der Schlacht wie die Nanshan technisch gesehen ein Handelsschiff. Beide Schiffe wurden später in Dienst gestellt.
Die Dewey-Medaille war eine einmalige Auszeichnung, weshalb es keine Campaign Stars für diese gab. Admiral Dewey selbst wurde mit der Medaille ausgezeichnet, diese trug er aus Bescheidenheit stets mit der Rückseite gewandt. Dewey hatte die seltene Ehre, einer von nur vier Amerikanern zu sein, die das Recht hatten, eine Medaille mit ihrem eigenen Porträt darauf zu tragen. Die anderen waren Konteradmiral William T. Sampson (Sampson-Medaille), Konteradmiral Richard E. Byrd (Erste und zweite Byrd Antarktisexpeditionmedaille) und General of the Armies John J. Pershing (Armee der Besatzung Deutschlands Medaille).
Die Medaille wurde als Auszeichnung für aktiven Militärdienst anerkannt. Da sie jedoch eine einzelne Schlacht, in einem einzelnen Feldzug würdigte, war die Dewey-Medaille eine Gedenkmedaille. Wenn die Dewey-Medaille auf einer Militäruniform getragen wurde, galt sie als wichtiger als die Sampson-Medaille, obwohl es keine Person gab, die beide Medaillen erhielt.
Die Dewey-Medaille ist eine der wenigen militärischen Auszeichnungen der Vereinigten Staaten, die weniger Träger hat als die Medal of Honor, deren Zahl im Jahr 2021 etwas über 3.500 beträgt. Ursprünglich wurden in Auftrag der Marine an Tiffany and Company, lediglich 1.825 Medaillen geprägt.

## Aussehen

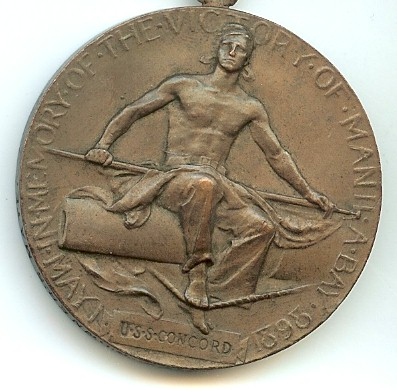
Revers der Medaille

Die Medaille wurde vom berühmten Künstler Daniel Chester French entworfen, der die Statue von Abraham Lincoln, im Lincoln Memorial, in Washington und die Minuteman-Statue, in Concord, Massachusetts, geschaffen hat. Die Medaille wurde von Tiffany & Co. geprägt. Sie besteht aus einem runden Medaillon, das an einem blau-gelben Band hängt. Die Vorderseite zeigt eine Büste von Kommodore George Dewey. Auf der Rückseite ist ein Abbild von einem Matrosen, der auf einem Gewehrlauf, mit einer aufgerollten Flagge auf seinem Schoß sitzt. Außerdem ist der Name des Schiffes angegeben, auf dem der Empfänger diente. Der Name des Empfängers und sein Dienstgrad bzw. Rang ist am unteren Rand der Medaille eingraviert. Dies ist eine von nur zwei Dienstmedaillen, die offiziell mit dem Namen des Empfängers getauft wurden.